# Laguna Colorada (sjö i Bolivia)
Laguna Colorada är en sjö i Bolivia.   Den ligger i departementet Potosí, i den södra delen av landet, 400 km sydväst om huvudstaden Sucre. Laguna Colorada ligger 4 288 meter över havet. Arean är 60 kvadratkilometer. Den sträcker sig 8,0 kilometer i nord-sydlig riktning, och 9,5 kilometer i öst-västlig riktning.
Trakten runt Laguna Colorada är ofruktbar med lite eller ingen växtlighet. Trakten runt Laguna Colorada är nära nog obefolkad, med mindre än två invånare per kvadratkilometer.